# Vamp (telenovela)
Vamp (Vampi en Venezuela) fue una telenovela juvenil brasileña producida por Rede Globo, entre 15 de julio de 1991 y el 8 de febrero de 1992, en 179 capítulos. Fue escrita por Antônio Calmon y dirigida por Jorge Fernando. Protagonizada por Cláudia Ohana, Reginaldo Faria, Joana Fomm, Fábio Assunção y Nuno Leal Maia. Con la participación antagónica del primer actor Ney Latorraca como el villano principal de la trama. Y, junto con él, Patrícya Travassos, Flávio Silvino, André Gonçalves, Otávio Augusto y el primer actor Paulo Gracindo. Y la participación estelar de Zezé Polessa, Guilherme Leme, Marcos Frota, Guilherme Louzada, y los primeros actores Oswaldo Louzada, Cleyde Yáconis y Vera Holtz.

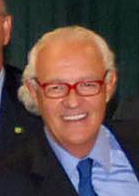
Ney Latorraca interpretó el papel del conde Vladimir Polanski.

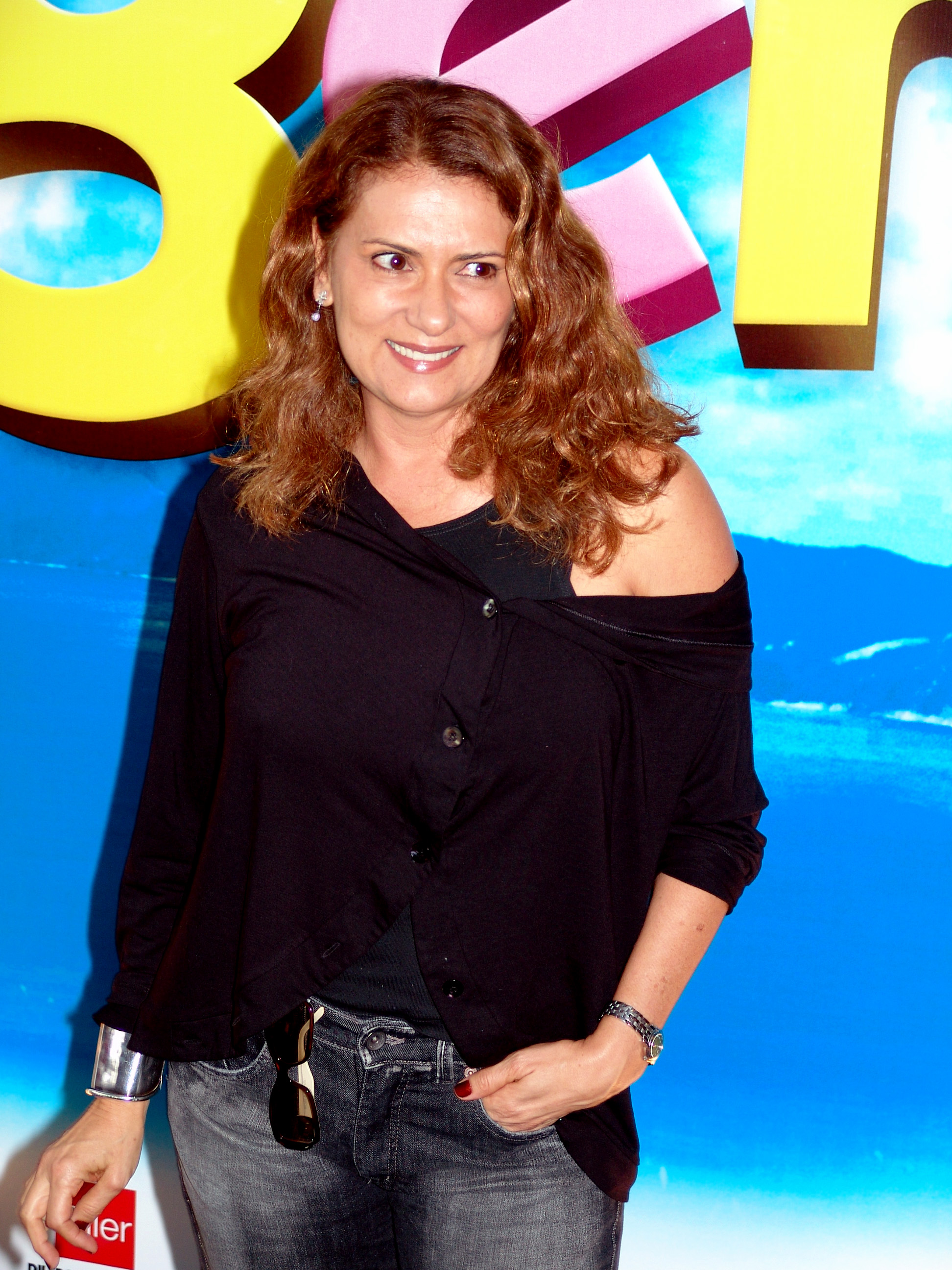
Patrícya Travassos interpretó el papel de Mary Matoso.

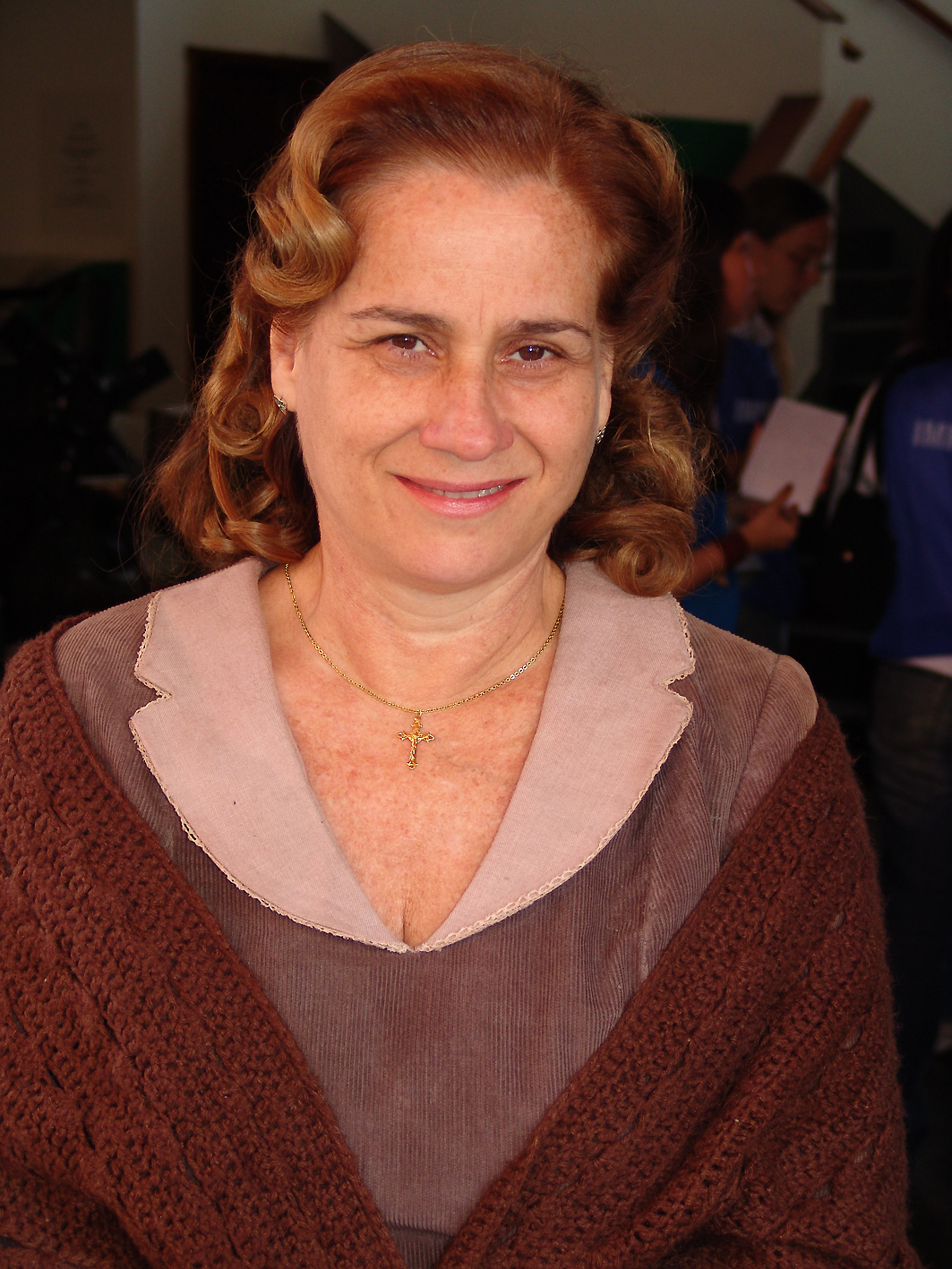
Vera Holtz interpretó el papel de Alice Penn Taylor.

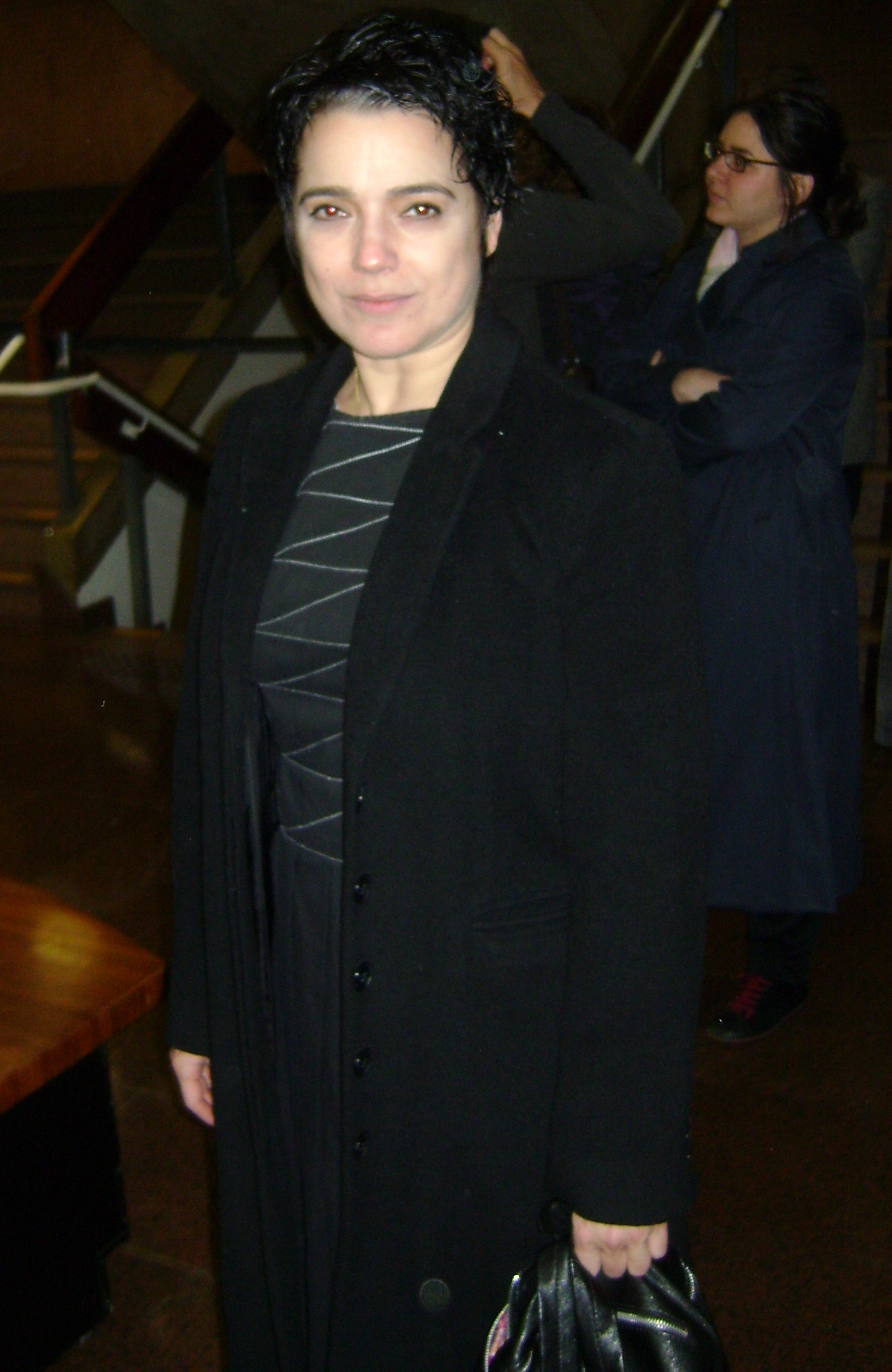
Bete Coelho interpretó el papel de Jezabel.

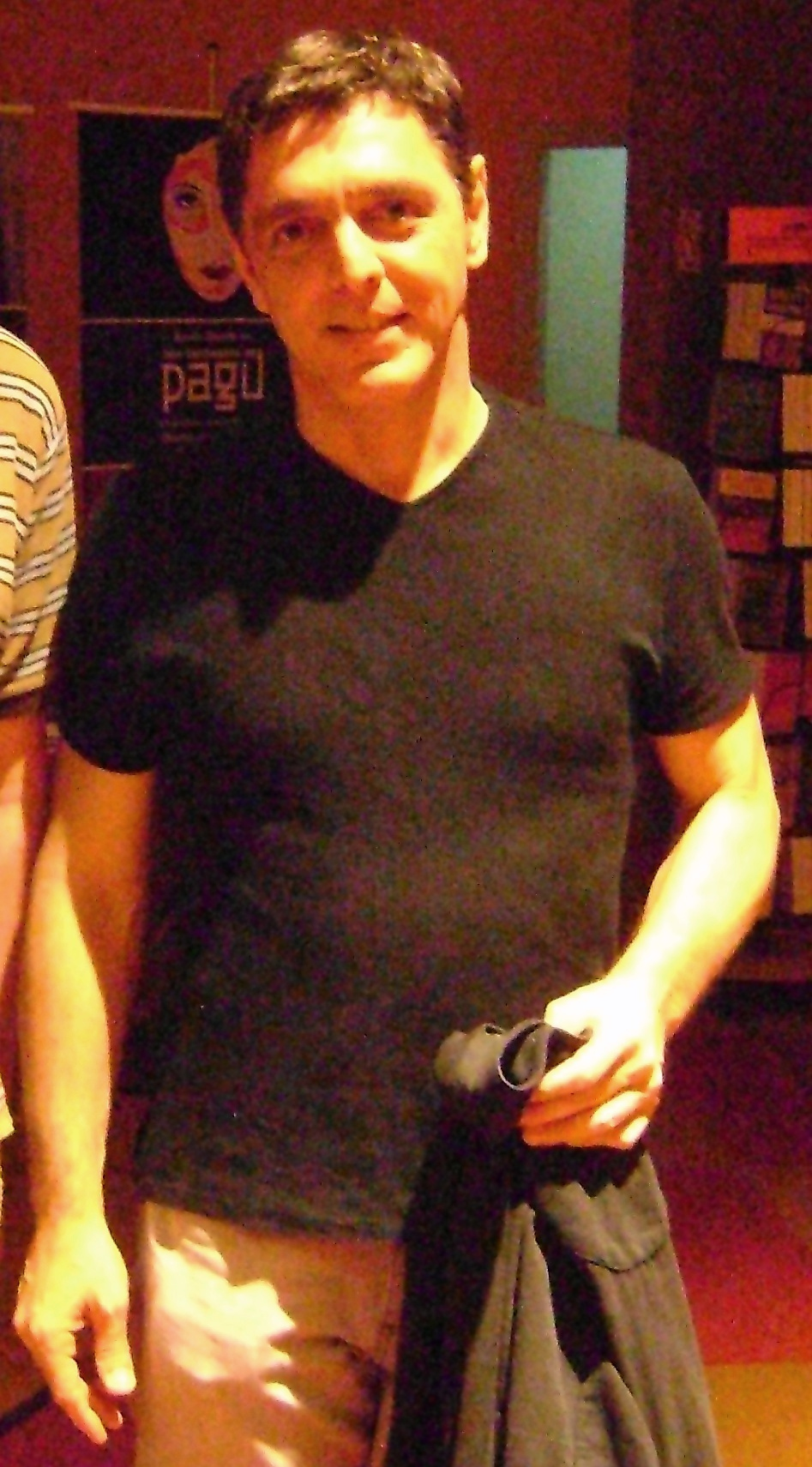
Guilherme Leme interpretó el papel de Gerald Lamas.

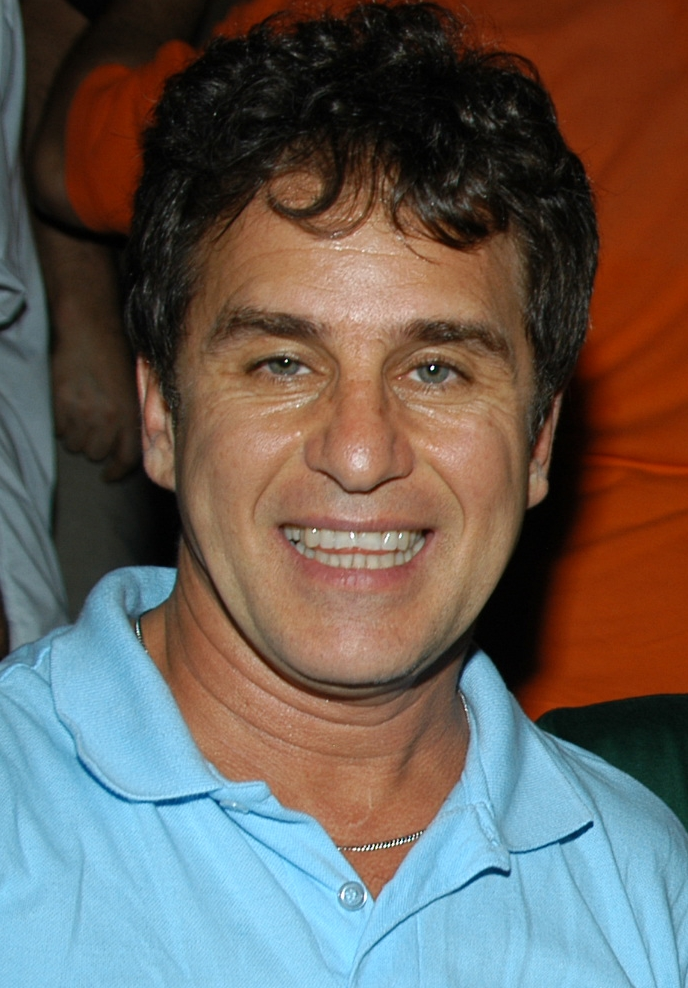
Marcos Frota interpretó el papel de Augusto Sérgio.

## Trama
En Armação dos Anjos, en la costa de Río de Janeiro, el capitán Jonás Rocha, padre de seis hijos, se casa con la historiadora Carmem Maura, madre de seis hijos. A los problemas derivados de una familia numerosa se agregará uno más: la llegada de vampiros al lugar.
Natasha, cantante de rock, vende su alma al conde Vladymir Polanski, jefe de los vampiros, para consguir fama y fortuna. Pero él descubre que ella era Eugênia, un antiguo amor, por lo que sale en su persecución. El conde entonces toma el nombre de Octavio Frey a fin de encubrir su empresa, no contento con ellos también acosa a la familia del capitán, llegando a hipnotizar a Carmen.
Natasha debe matar a Vlad para librarse de la maldición, pero para ello debe encontrar la cruz de san Sebastián, la cual se encuentra escondida en algún lugar de Armação dos Anjos. La cruz debe ser usada por un hombre llamado Rocha, en este caso Jonás.
La situación se va a complicar con el arribo a Armação dos Anjos de la señorita Alice Penn Taylor, una afamada cazavampiros, oriunda de Inglaterra, y de su asistente, Augusto Sergio. El amor que nace de Felipe, hijo de Jonás, con Natasha va a tener que sortear a la implacable cazavampiros y al propio Vlad, y con el a su séquito de vampiros, y entre ellos a Matosão, que está enamorado de Natasha, y de Mary Matosõ, una mujer despechada por Jonás. Para poder realizar su amor, Natasha y Felipe contarán con importantes apoyos como el de Jonás, su esposa Carmen Maura, el padre Garotão, el padre Eusebio y el de la afamada cantante Lita Ree.

## Reparto
- Cláudia Ohana es Natasha / Eugênia Queiroz
- Ney Latorraca es Vlad (conde Vladimir Polanski) / Otavio Frey
- Patrícya Travassos es Mary Ramos Matoso
- Otávio Augusto es Matoso
- Reginaldo Faria es capitán Jonás Rocha / Felipe Rocha
- Joana Fomm es Carmen Maura de Araújo Góes Rocha
- Fábio Assunção es Felipe Rocha (Lippi)
- Guilherme Leme es Gerald Lamas
- Bel Kutner es Scarleth de Araújo Góes
- Marcos Frota es Augusto Sérgio
- Vera Holtz es Alice Penn Taylor
- Nuno Leal Maia es Jurandir (padre Garotão)
- Daniela Camargo es Lena de Araújo Góes
- Luciana Vendramini es Jade Rocha
- Flávio Silvino es Matosão
- André Gonçalves es Matosinho
- Paulo Gracindo es Arlindo Cachorrão
- Bete Coelho es Jezebel
- Evandro Mesquita es Simão
- Bia Seidl es Soninha
- Cleyde Yáconis es Virgínia
- Carol Machado es Dorothy de Araújo Góes
- Rodrigo Penna es León
- Fernanda Rodrigues es Isa (Isabel Rocha)
- Vera Zimmermann es Marina
- Tony Tornado es Pai Gil
- Francisco Milani es Max
- Oswaldo Louzada es el padre Eusébio
- Juliana Martins es Esmeralda Rocha
- Jonas Torres es Daniel
- Hilda Rebello es Hermínia
- Norma Geraldy es Hemengharda
- Marcos Breda es Rafael / Diogo Queiroz
- Henrique Farias es Nando (Fernando Rocha)
- Pedro Vasconcellos es João
- João Rebello es Sig (Sigmund de Araújo Góes)
- Igor Lage es Pingo
- Paulo José es Ivan Rocha
- Zezé Polessa es Sílvia de Rocha
- Aída Leiner es Branca
- José Paulo Jr. es Tico
- Frederico Mayrinck es Pedro
- Amora Mautner es Paula
- Aleph Del Moral es Rubinho (Rubens de Araújo Góes)
- Marcelo Picchi es Moreira
- Jorge Cherques es Fray Bartolomeu
- Marcos Alvisi es el padre Esteban
- Luís Salém es el periodista que narra la trama
- Inês Galvão es Joana
- Rejane Schumann es Maria Carmen
- Eduardo Machado es Fray Ambrósio

### Participaciones especiales
- Felipe Pinheiro es el vampiro Giron (el primero a ser destruido por la cruz de san Sebastián)
- Giulia Gam es Lucia T.
- Jorge Fernando es Vicentino Fernando
- Maria Zilda Bethlem es Telma
- Cristina Pereira es Luiza
- Cláudia Raia es Celeste
- Rita Lee es Lita Ree
- Gianfrancesco Guarnieri es el delegado Román Adame
- Ernani Moraes es el empresario de Natasha

## Banda sonora

### Tema de apertura
- Noite Preta (Vange Leonel - Cilmara Bedaque)
- De pies a cabeza (Maná). Solo para la emisión en Venezuela, donde se emitió con el título de Vampi

### País de origen
1. Coração Vagabundo - Leila Pinheiro (tema de Carmen Maura)
2. Felicidade Urgente - Elba Ramalho (part. especial Cláudio Zoli)
3. Grunir - Orlando Morais (tema de los adolescentes)
4. Sob o Efeito de Um Olhar - Guilherme Arantes (tema del capitán Jonás)
5. Suga Suga - João Penca e Seus Miquinhos Amestrados (tema de Matosão y Matosinho)
6. Vlad - André Sperling (tema de Vlad)
7. Noite Preta - Vange Leonel (tema de abertura)
8. Sympathy For The Devil - Cláudia Ohana (tema de Natasha)
9. Tendo a Lua - Os Paralamas do Sucesso (tema de Jurandir)
10. Lua - Fábio Jr. (tema de Lipe)
11. Chacal Blues - Evandro Mesquita (tema de Simão)
12. Segredos - Hay Kay (tema de Ivan)
13. Patinho Feio - Angel (tema de Dorothy)
14. Amor Vamp - André Sperling (tema de amor adolescente)

### Internacional
1. I Remember You - Skid Row (tema de Natasha)
2. Love Hurts - Cher (tema de Lipe)
3. Let The Beat Hit 'em - Lisa Lisa & The Cult Jam
4. One Inch Of Heaven - The Silencers (tema de Jurandir)
5. The Lady Is a Vamp - Black And White feat. J. J. Jackson (tema de Mary Matoso)
6. Again -Marc Clayton (tema de Ivan e Sílvia)
7. What a Wonderful World - Louis Armstrong (tema del capitán Jonás)
8. Boy (Why You Wanna Make Me Blue) - Deborah Blando (tema de Jade)
9. Wicked Games - Chris Isaak (tema de Scarleth y Gerald)
10. Another Night - Tony García
11. Will Of The Wind - Kenny Loggins
12. It Ain't Over 'til It's Over - Lenny Kravitz (tema de João y Esmeralda)
13. If You Hurt Me Now - Daniel Estephan
14. Tenderness - Robert Thames

### Radio Corsario
1. Fun, Fun, Fun - The Beach Boys
2. Não Vou Ficar - Kid Abelha e os Abóboras Selvagens
3. The Diary - Neil Sedaka
4. Encoleirado - Supla e Roger
5. Surfer Girl - The Beach Boys
6. O Inferno É Fogo - Lobão (part. especial Nelson Gonçalves)
7. Doidão - Magrellos
8. Quero Que Vá Tudo pro Inferno - Cláudia Ohana
9. Breaking Up Is Hard To Do -Neil Sedaka
10. Sacana - Brigitte (tema de Matoso)
11. Diana - Paul Anka
12. Já Não Sei - Vera Negri
13. The Banana Boat Song-Day-O - Harry Belafonte
14. Daqui Pra Frente - TNT
15. Delírio - André Sperling

Maná
1. De pies a cabeza [2]

## Premios y nominaciones

### Trofeu Impresa 1993
| Categoría                     | Persona                  | Resultado |
| ----------------------------- | ------------------------ | --------- |
| Mejor telenovela              | Vamp                     | Ganadora  |
| Mejor actriz protagónica      | Cláudia Ohana            | Ganadora  |
| Mejor actor protagónico       | Ney Latorraca            | Ganador   |
| Mejor actor protagónico       | Reinaldo Faria           | Nominado  |
| Mejor actor coprotagónico     | Nuno Leal Maia           | Ganador   |
| Mejor actriz coprotagónica    | Zezé Polessa             | Ganadora  |
| Mejor villana                 | Patrícya Travassos       | Ganadora  |
| Mejor villano                 | Ney Latorraca            | Ganador   |
| Mejor primera actriz          | Joana Fomm               | Ganadora  |
| Mejor primer actor            | Oswaldo Louzada          | Ganador   |
| Mejor actriz de reparto       | Bete Coelho              | Ganador   |
| Mejor actriz de reparto       | Vera Holtz               | Nominada  |
| Mejor actor de reparto        | Eduardo Machado          | Ganador   |
| Mejor actriz juvenil          | Juliana Martins          | Ganadora  |
| Mejor actor juvenil           | Flávio Silvino           | Ganador   |
| Mejor revelación masculina    | Fábio Assunção           | Ganador   |
| Toda una vida en el escenario | Cleyde Yáconis           | Ganadora  |
| Mejor tema musical            | Vange Leonel-Noite Preta | Ganadora  |
| Mejor dirección de escena     | Jorge Fernando           | Ganador   |
| Mejor escritor                | Antônio Calmon           | Ganador   |
| Mejor producción              | Jorge Fernando           | Ganadora  |

### Premios Minha Novela1993
| Categoría                        | Persona            | Resultado |
| -------------------------------- | ------------------ | --------- |
| Mejor telenovela                 | Vamp               | Nominada  |
| Mejor actriz protagónica         | Joana Fomm         | Ganadora  |
| Mejor actor protagónico          | Reinaldo Faria     | Ganador   |
| Mejor actor coprotagónica        | Cláudia Ohana      | Ganadora  |
| Mejor actor coprotagónico        | Fabio Assunção     | Ganador   |
| Mejor actriz antagónica          | Patrícya Travassos | Ganadora  |
| Mejor actor antagónico           | Ney Latorraca      | Ganador   |
| Mejor actor antagónico           | Otávio Augusto     | Nominado  |
| Mejor primera actriz             | Cleyde Yáconis     | Ganadora  |
| Mejor primer actor               | Oswaldo Louzada    | Ganador   |
| Mejor actriz de reparto          | Vera Holtz         | Ganadora  |
| Mejor actor de reparto           | Marcos Breda       | Ganador   |
| Mejor actriz juvenil             | Carol Machado      | Ganadora  |
| Mejor actor juvenil              | Marcos Frota       | Ganador   |
| Mejor revelación femenina        | Cláudia Raia       | Ganadora  |
| Mejor actuación infantil         | Fernanda Rodrigues | Ganadora  |
| Mejor actuación infantil         | João Rebello       | Ganador   |
| Mejor tema musical de telenovela | Vange Leonel       | Ganadora  |
| Mejor ambientación               | Jorge Fernando     | Ganador   |
| Mejor escritor                   | Antônio Calmon     | Ganador   |
| Mejor producción                 | Jorge Fernando     | Ganador   |